# Албано-черногорские отношения
Албано-черногорские отношения — двусторонние дипломатические отношения между Албанией и Черногорией. Протяжённость государственной границы между странами составляет 186 км.

## История
В июле 2018 года состоялась встреча между председателем правительства Черногории Душко Марковичем и председателем Совета министров Албании Эди Рамой. Стороны обсудили вопросы туризма, торговли, борьбы с нелегальной эмиграцией, энергетики, транспорта и прочее. 
В мае 2019 года президент Черногории Мило Джуканович прибыл в Тирану, где провел переговоры с президентом Албании Илиром Метой. Главы государств отменили дружеский характер двусторонних отношений, а также то, что между Албанией и Черногорией не существует открытых проблемных вопросов.
17 августа 2020 года Черногория открыла границу с Албанией, пересечение которой было ранее закрыто из-за пандемии COVID-19. Однако, в ноябре 2020 года граница вновь была закрыта: граждане Албании могли попасть в Черногорию только если имели вид на жительство в этой стране, рабочую визу, следовали транзитом через её территорию или направлялись в аэропорт Подгорицы.

## Торговля
В 2019 года Албания поставила продукции в Черногорию на сумму 47,9 млн долларов США. В 2020 году экспорт Черногории в Албанию составил сумму 14,85 млн долларов США.

## Дипломатические представительства
- Албания имеет посольство в Подгорице[8].
- У Черногории имеется посольство в Тиране[9].